# We Are All on Drugs
«We Are All on Drugs» es una canción de la banda estadounidense de rock alternativo Weezer. Fue lanzada como el segundo sencillo del álbum de 2005 de la banda, Make Believe. «We Are All on Drugs» se transmitió por radio el 12 de julio de 2005.

## Letras alternativas
La canción se mezcló con dos líneas en el puente: «I want to confiscate your drugs/I don't think I can get enough» (Quiero confiscar tus drogas/No creo que pueda conseguir suficiente), y finalmente se publicó de esa manera en las primeras ediciones del álbum y en las partituras publicadas. Fue reemplazado en siguientes ediciones (así como en el sencillo en CD) por «I want to reach a higher plane/where things will never be the same» (Quiero alcanzar un plano superior/donde las cosas nunca serán iguales).
Una versión editada de la canción para MTV «We Are All in Love», cambió «on drugs» por «in love» en el estribillo. Patrick Wilson sugirió que la edición fuera «We Are All on Hugs» (Todos estamos en abrazos o Todos estamos abrazados), pero Cuomo opinó que era demasiado «peculiar». Brian Bell sugirió la versión «in love». A pesar de esta edición, el titular «We Are All on Drugs» (Estamos todos drogados) aún se mantuvo en el periódico que Cuomo lee en la barbería en el video musical.

## Videoclip
El video musical de la canción muestra a Rivers Cuomo deambulando por un mundo donde la gente parece estar drogada (y muchos de los extras imitan la letra). El video fue dirigido por Justin Francis y tuvo el rodaje más complejo en la historia de Weezer: duró dos días, contó con varios actores, efectos especiales y, en un momento, según Brian Bell, casi fue suspendido por la policía. Rick Rubin, el productor de la canción, hace un cameo como bombero hacia el final.

## Inspiración
Cuomo dijo sobre la canción:

Vivía en un apartamento encima de Sunset Strip y todos los viernes y sábados por la noche oía gente paseando y de fiesta, gritando y gritando. Y me fui a dormir una noche y escuché esos sonidos durante toda la noche, en mis sueños. Tuve este sueño sobre un niño en el autobús, con hip hop estallandole en su cerebro a través de sus auriculares. Y la música sonaba tan decadente y sobreestimulante, y me desperté en medio de ese sueño, aturdido, e inmediatamente me dije: «¡Hombre, todos estamos drogados!». Y al instante supe que sería una canción genial.

En una entrevista del 9 de mayo de 2005 con Y100, Cuomo habló sobre la canción: 

No lo tomes literalmente... Estoy cantando más sobre el hecho de cuán adictos somos todos a estimularnos a nosotros mismos y a sobreestimularnos con la música, o lo que sea que haya en nuestras vidas. No se trata necesariamente de drogas.

## Recepción
El escritor de AllMusic, Stephen Thomas Erlewine, opinó que «We Are All on Drugs» fue uno de los tres momentos más destacados del álbum.

## Listado de pistas
UK retail 7" (vinilo rosado)
1. «We Are All on Drugs»
2. «Beverly Hills» (Urbanix Mix)

UK retail CD
1. «We Are All on Drugs»
2. «Beverly Hills» (Urbanix Mix)
3. «Burndt Jamb» (en vivo)
4. «We Are All on Drugs» (CD-ROM video)

## Posicionamiento en listas
| Lista (2005)                         | Mejor posición |
| ------------------------------------ | -------------- |
| Canada Rock Top 30 (Radio & Records) | 12             |
| Irlanda (IRMA)                       | 46             |
| Reino Unido (UK Singles Chart)       | 47             |
| Estados Unidos (Alternative Airplay) | 10             |